# Cosmic Wheels
Albums de Donovan
H.M.S. Donovan
(1971) Essence to Essence
(1973)
Cosmic Wheels est le dixième album studio de Donovan, paru début 1973. Il marque le retour du chanteur à un son plus commercial, après son album pour enfants H.M.S. Donovan paru deux ans auparavant.
Dans le studio voisin de celui de Donovan, le groupe Alice Cooper enregistre son album Billion Dollar Babies. Donovan se laisse convaincre de chanter la chanson-titre avec le chanteur Alice Cooper.
La pochette intérieure de l'album reprend la gravure sur bois de Flammarion.

## Titres
Toutes les chansons sont de Donovan Leitch.

### Face 1
1. Cosmic Wheels – 4:02
2. Earth Sign Man – 3:56
3. Sleep – 3:48
4. Maria Magenta – 2:12
5. Wild Witch Lady – 4:27

### Face 2
1. The Music Makers – 4:28
2. The Intergalactic Laxative – 2:49
3. I Like You – 5:18
4. Only the Blues – 3:13
5. Appearances – 3:44

## Dans la culture
- 1994 : L'Eau froide d'Olivier Assayas (Cosmic Wheels (chanson) - dans la bande originale du film)